# Ceruncina tienmuensis
Ceruncina tienmuensis là một loài bướm đêm trong họ Geometridae.